# Silvertown
Silvertown – dzielnica przemysłowo-mieszkalna we wschodnim Londynie, w gminie Newham, w obrębie większej dzielnicy portowej (Docklands), położona nad północnym brzegiem Tamizy, na południe od doków Royal Victoria i Royal Albert Dock.
Początki dzielnicy sięgają lat 50. XIX wieku, kiedy to przedsiębiorstwo S.W. Silver and Co. otworzyło tu fabrykę wyrobów gumowych i kabli telegraficznych. Nazwa dzielnicy pochodzi od nazwy przedsiębiorstwa, a ta od nazwiska założyciela. W kolejnych latach powstały tu zakłady chemiczne, maszynowe i spożywcze, a także rafineria ropy naftowej. Od 1878 roku funkcjonuje tu cukrownia Tate & Lyle. W 1917 roku, podczas I wojny światowej, w działającej tu fabryce amunicji miała miejsce eksplozja trotylu, w wyniku której zginęły 73 osoby, ponad 400 zostało rannych, a ponad 600 okolicznych domów zostało całkowicie zniszczonych – była to największa tego typu katastrofa w historii Londynu. Za sprawą skoncentrowanego tu przemysłu, Silvertown było celem intensywnych niemieckich nalotów bombowych podczas II wojny światowej. W drugiej połowie XX wieku wiele zakładów przemysłowych oraz doki portowe zamknięto, a znaczna część dzielnicy popadła w ruinę. Począwszy od lat 80. XX wieku, prowadzone są działania na rzecz jej rewitalizacji, w ramach których wybudowane zostały m.in. linia kolei miejskiej Docklands Light Railway, nowe osiedla mieszkaniowe i park Thames Barrier Park. W sąsiedztwie otwarty został port lotniczy Londyn-City (1987) oraz centrum wystawiennicze ExCeL. Projekty rewitalizacyjne na terenie dzielnicy realizowane są do dziś (2023).
Do lokalnych zabytków należy zdesakralizowany kościół parafialny św. Marka z 1862 roku, wzniesiony według projektu Samuela Teulona.
Na Tamizie na wysokości dzielnicy Silvertown znajduje się ruchoma zapora wodna Thames Barrier, stanowiąca część londyńskiego systemu przeciwpowodziowego. Na zachodnim skraju dzielnicy znajduje się wylot przebiegającego pod rzeką tunelu drogowego Silvertown Tunnel, otwartego w 2025 roku. Przez Silvertown prowadzi linia kolejowa Elizabeth Line (brak stacji).

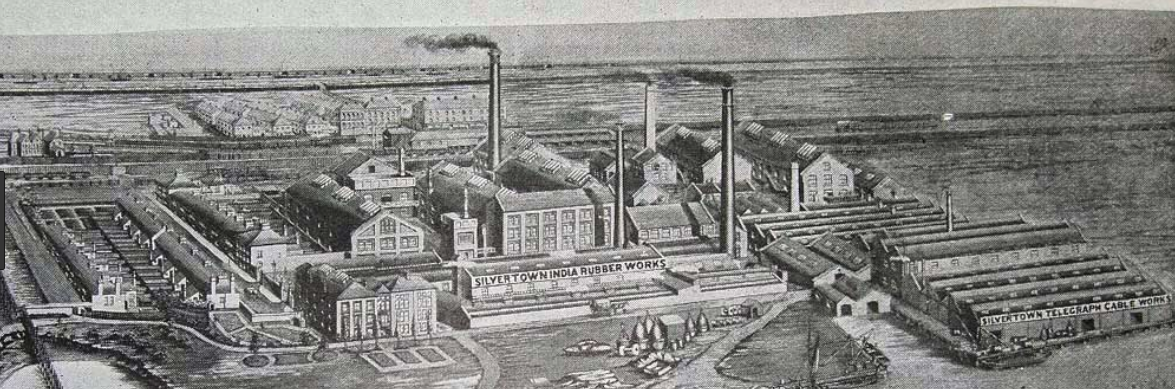
Zakłady produkcji wyrobów gumowych i kabli telegraficznych w Silvertown, rycina z 1869
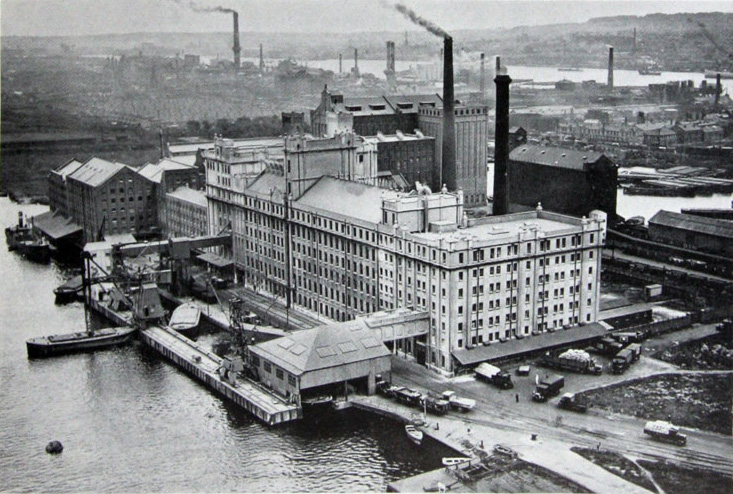
Młyn zbożowy nad Royal Victoria Dock(inne języki), 1934
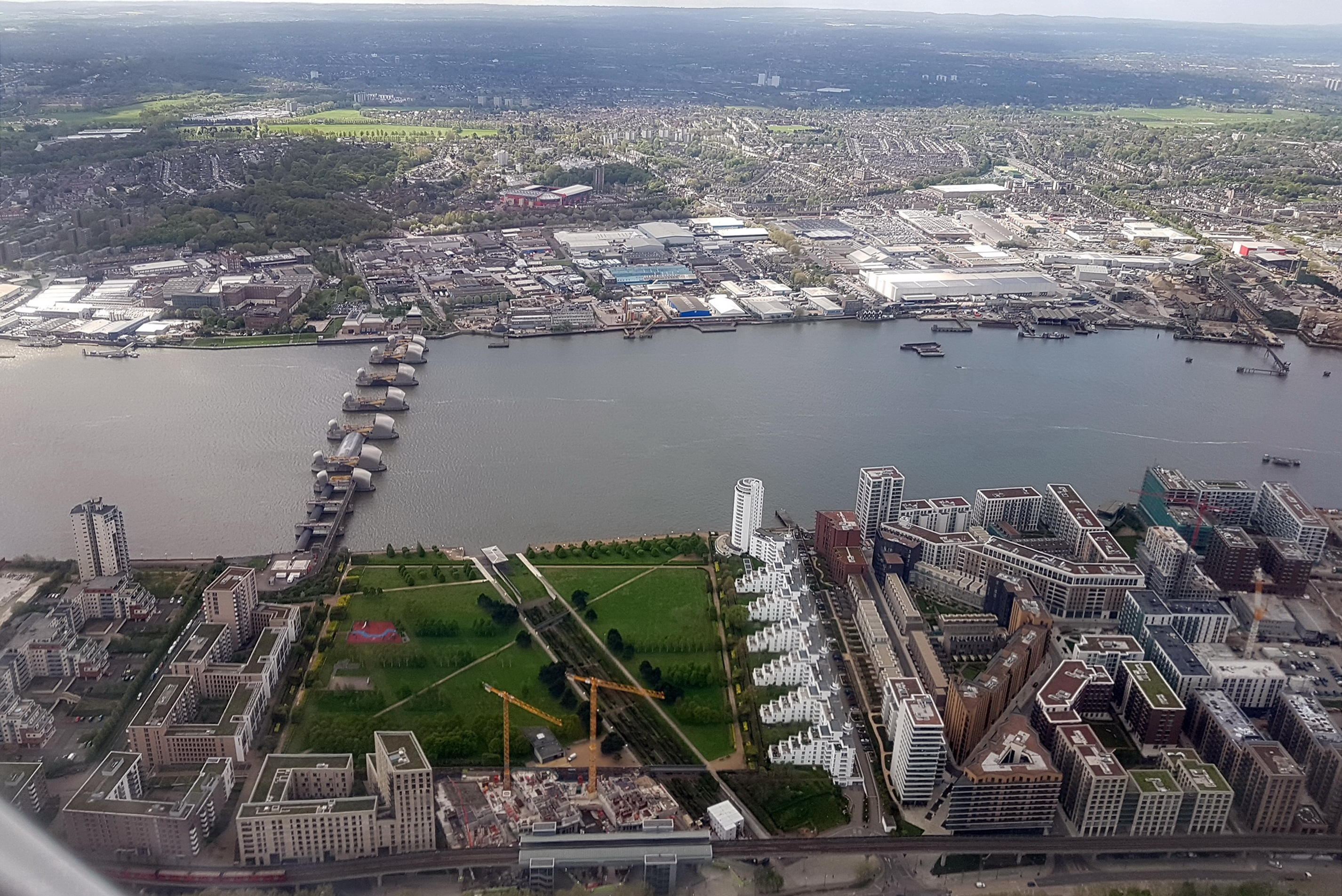
Park Thames Barrier Park(inne języki) i osiedla mieszkaniowe w Silvertown; zapora Thames Barrier na Tamizie
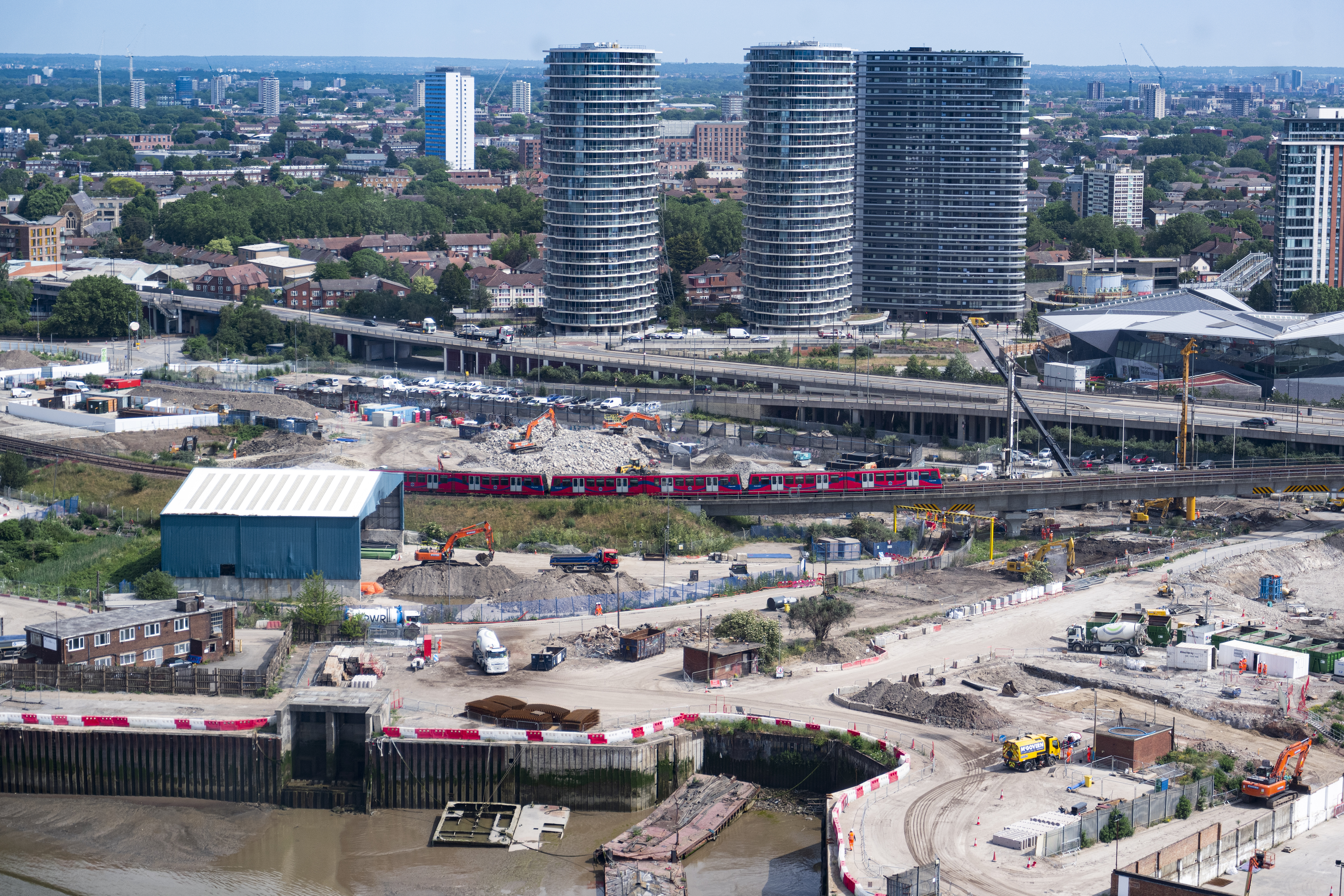
Rewitalizacja dzielnicy (2021); widoczna linia kolei DLR
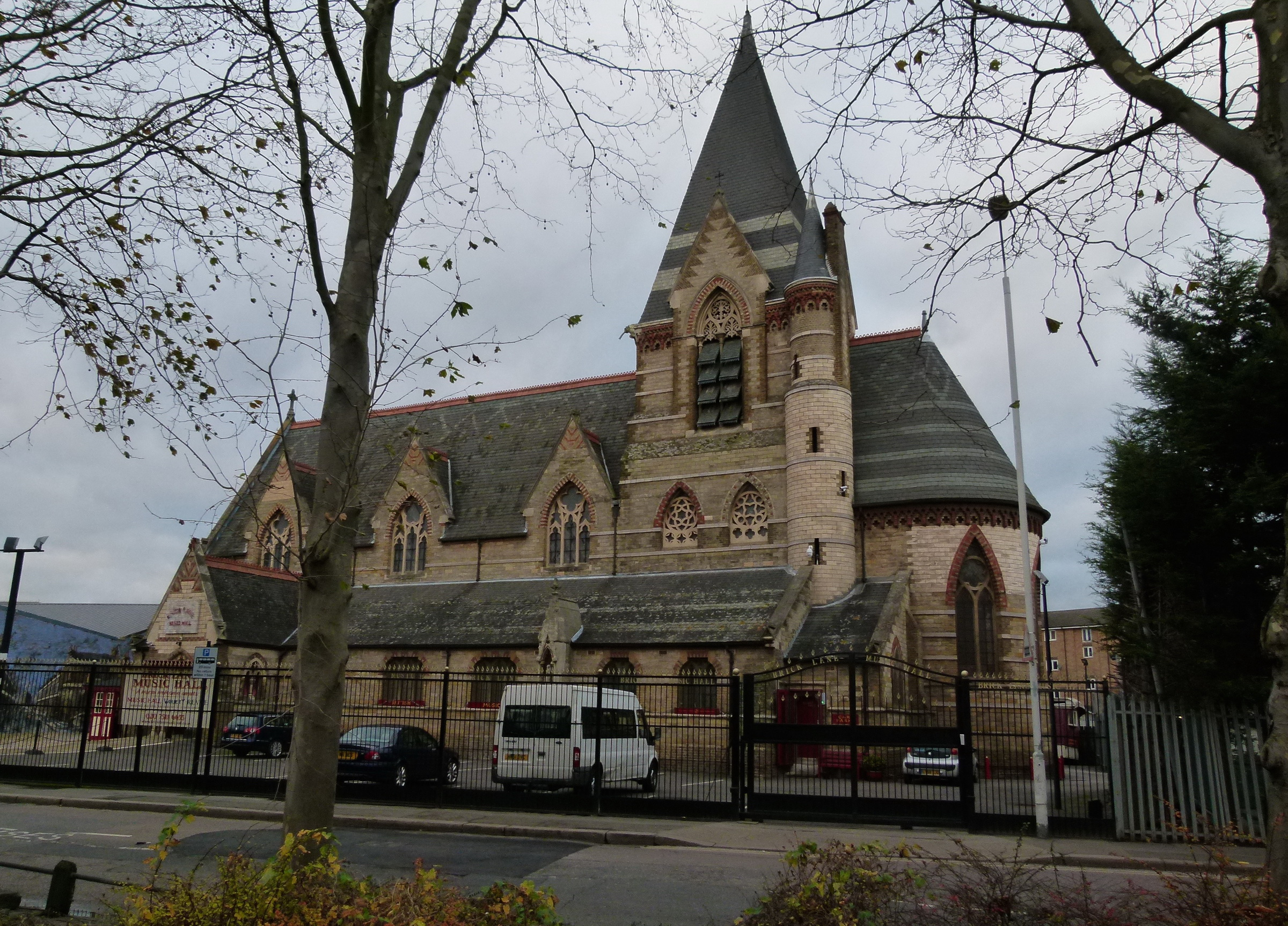
Kościół parafialny św. Marka